# Premi César 2018

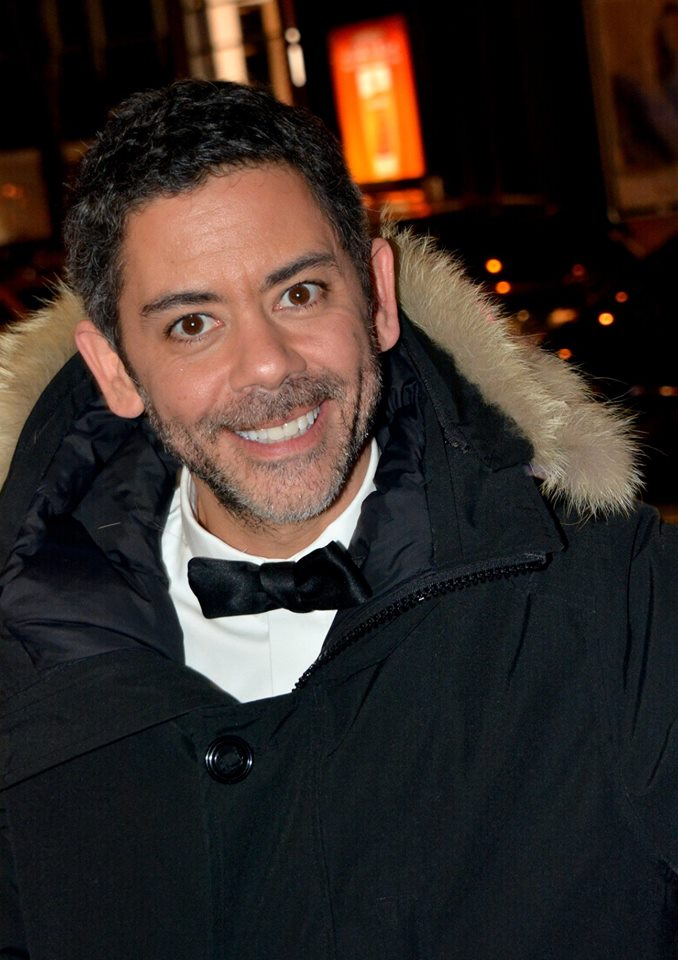
Manu Payet presentatore della cerimonia

La cerimonia di premiazione della 43ª edizione dei Premi César ha avuto luogo il 2 marzo 2018 presso il Salle Pleyel di Parigi. È stata presentata da Manu Payet.
Ad ottenere il maggior numero di candidature (tredici) sono state le pellicole Ci rivediamo lassù e 120 battiti al minuto.

## Vincitori e candidati

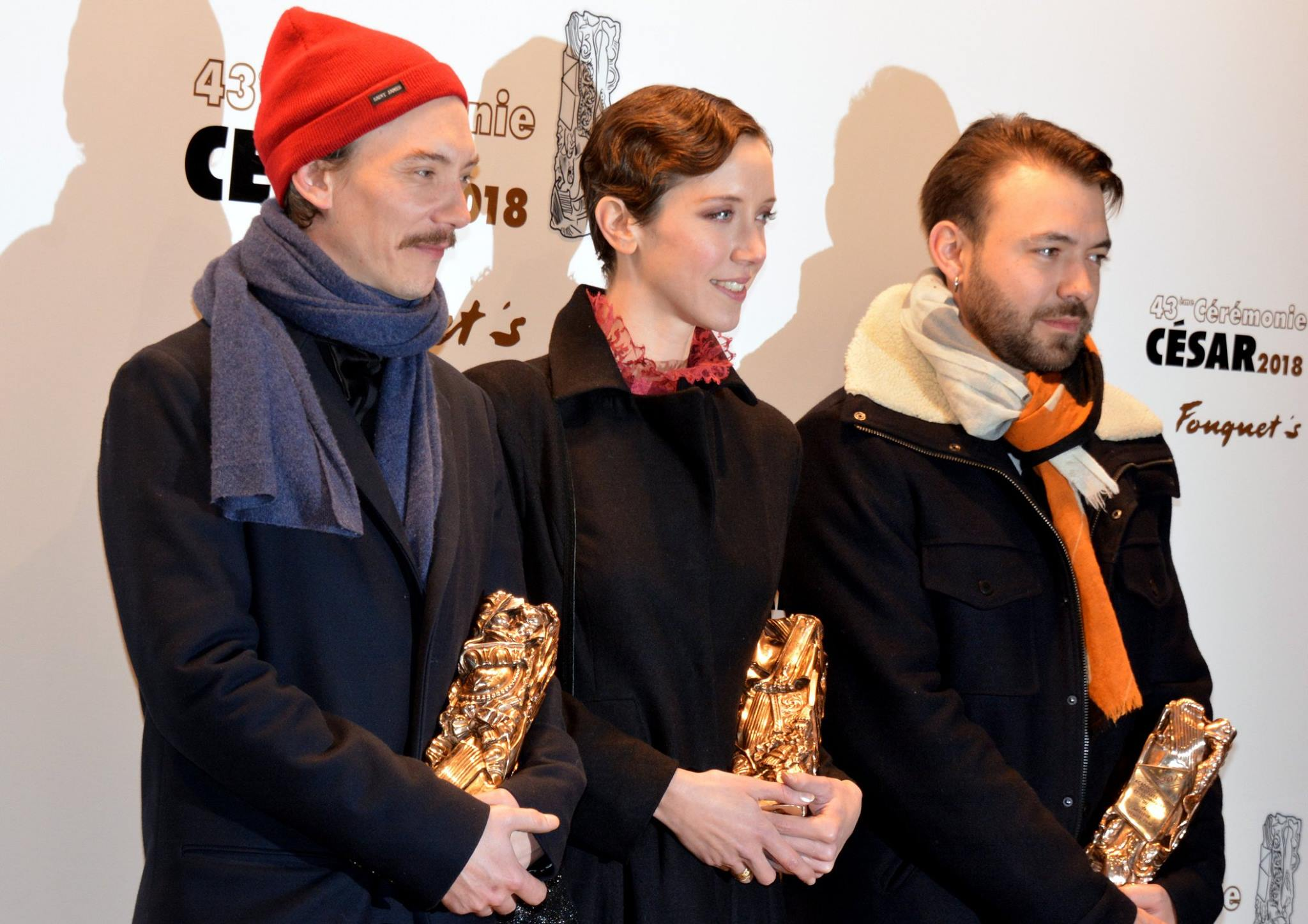
Swann Arlaud, Sara Giraudeau e Hubert Charuel

### Miglior film
- 120 battiti al minuto (120 battements par minute), regia di Robin Campillo
- Ci rivediamo lassù (Au revoir là-haut), regia di Albert Dupontel
- Barbara, regia di Mathieu Amalric
- Quasi nemici - L'importante è avere ragione (Le Brio), regia di Yvan Attal
- C'est la vie - Prendila come viene (Le Sens de la fête), regia di Éric Toledano e Olivier Nakache
- Patients, regia di Grand Corps Malade
- Petit paysan - Un eroe singolare (Petit paysan), regia di Hubert Charuel

### Miglior regista
- Albert Dupontel - Ci rivediamo lassù (Au revoir là-haut)
- Mathieu Amalric - Barbara
- Robin Campillo - 120 battiti al minuto (120 battements par minute)
- Hubert Charuel - Petit paysan - Un eroe singolare (Petit paysan)
- Julia Ducournau - Raw - Una cruda verità (Grave)
- Michel Hazanavicius - Il mio Godard (Le Redoutable)
- Éric Toledano e Olivier Nakache - C'est la vie - Prendila come viene (Le Sens de la fête)

### Miglior attore
- Swann Arlaud - Petit paysan - Un eroe singolare (Petit paysan)
- Daniel Auteuil - Quasi nemici - L'importante è avere ragione (Le Brio)
- Jean-Pierre Bacri - C'est la vie - Prendila come viene (Le Sens de la fête)
- Guillaume Canet - Rock'n Roll
- Albert Dupontel - Ci rivediamo lassù (Au revoir là-haut)
- Louis Garrel - Il mio Godard (Le Redoutable)
- Reda Kateb - Django

### Miglior attrice
- Jeanne Balibar - Barbara
- Juliette Binoche - L'amore secondo Isabelle (Un beau soleil intérieur)
- Emmanuelle Devos - Numéro Une
- Marina Foïs - L'Atelier
- Charlotte Gainsbourg - La promessa dell'alba (La promesse de l'aube)
- Doria Tillier - Monsieur et Madame Adelman
- Karin Viard - Il complicato mondo di Nathalie (Jalouse)

### Migliore attore non protagonista
- Antoine Reinartz - 120 battiti al minuto (120 battements par minute)
- Niels Arestrup - Ci rivediamo lassù (Au revoir là-haut)
- Laurent Lafitte - Ci rivediamo lassù (Au revoir là-haut)
- Gilles Lellouche - C'est la vie - Prendila come viene (Le Sens de la fête)
- Vincent Macaigne - C'est la vie - Prendila come viene (Le Sens de la fête)

### Migliore attrice non protagonista
- Sara Giraudeau - Petit paysan - Un eroe singolare (Petit paysan)
- Laure Calamy - Ava
- Anaïs Demoustier - La casa sul mare (La Villa)
- Adèle Haenel - 120 battiti al minuto (120 battements par minute)
- Mélanie Thierry - Ci rivediamo lassù (Au revoir là-haut)

### Migliore promessa maschile
- Nahuel Pérez Biscayart - 120 battiti al minuto (120 battements par minute)
- Benjamin Lavernhe - C'est la vie - Prendila come viene (Le Sens de la fête)
- Finnegan Oldfield - Marvin ou la Belle Éducation
- Pablo Pauly - Patients
- Arnaud Valois - 120 battiti al minuto (120 battements par minute)

### Migliore promessa femminile

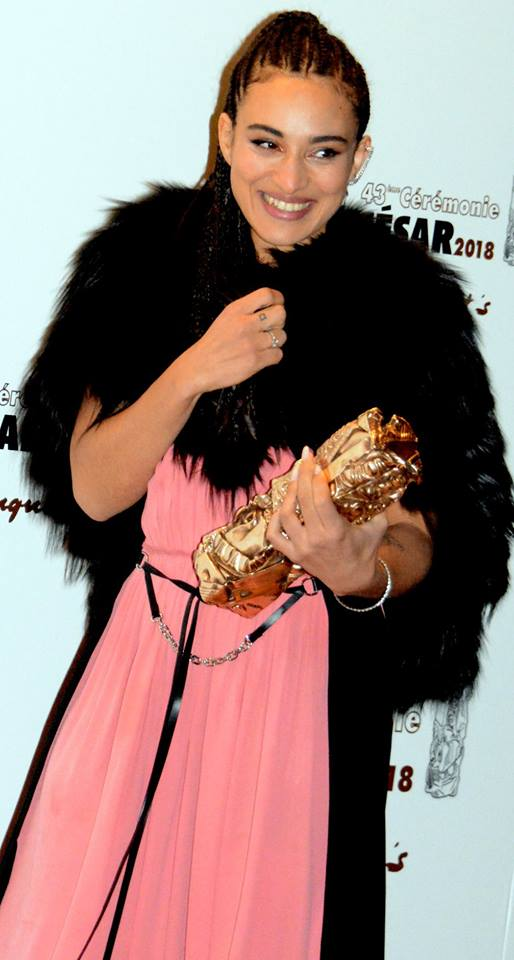
Camélia Jordana

- Camélia Jordana - Quasi nemici - L'importante è avere ragione (Le Brio)
- Iris Bry - Les Gardiennes
- Laetitia Dosch - Montparnasse - Femminile singolare (Jeune Femme)
- Eye Haïdara - C'est la vie - Prendila come viene (Le Sens de la fête)
- Garance Marillier - Raw - Una cruda verità (Grave)

### Migliore sceneggiatura originale
- 120 battiti al minuto (120 battements par minute) – Robin Campillo
- Barbara – Mathieu Amalric e Philippe di Folco
- C'est la vie - Prendila come viene (Le Sens de la fête) – Éric Toledano e Olivier Nakache
- Petit paysan - Un eroe singolare (Petit paysan) – Claude Le Pape e Hubert Charuel
- Raw - Una cruda verità (Grave) – Julia Ducournau

### Migliore adattamento
- Ci rivediamo lassù (Au revoir là-haut) – Albert Dupontel e Pierre Lemaître
- Les Gardiennes – Xavier Beauvois e Frédérique Moreau
- Il mio Godard (Le Redoutable) – Michel Hazanavicius
- Patients – Grand Corps Malade e Fadette Drouard
- La promessa dell'alba (La promesse de l'aube) – Éric Barbier e Marie Eynard

### Migliore fotografia
- Ci rivediamo lassù (Au revoir là-haut) – Vincent Mathias
- 120 battiti al minuto (120 battements par minute) – Jeanne Lapoirie
- Barbara – Christophe Beaucarne
- Les Gardiennes – Caroline Champetier
- Il mio Godard (Le Redoutable) – Guillaume Schiffman

### Miglior montaggio
- 120 battiti al minuto (120 battements par minute) – Robin Campillo
- Ci rivediamo lassù (Au revoir là-haut) – Christophe Pinel
- Barbara – François Gedigier
- C'est la vie - Prendila come viene (Le Sens de la fête) – Dorian Rigal-Ansous
- Petit paysan - Un eroe singolare (Petit paysan) – Julie Lena, Tristan Corbeille e Grégoire Pointecaille

### Migliore scenografia
- Ci rivediamo lassù (Au revoir là-haut) – Pierre Quefféléan
- 120 battiti al minuto (120 battements par minute) – Emmanuelle Duplay
- Barbara – Laurent Baude
- Il mio Godard (Le Redoutable) – Christian Marti
- La promessa dell'alba (La promesse de l'aube) – Pierre Renson

### Migliori costumi
- Ci rivediamo lassù (Au revoir là-haut) – Mimi Lempicka
- 120 battiti al minuto (120 battements par minute) – Isabelle Pannetier
- Barbara – Pascaline Chavanne
- Les Gardiennes – Anaïs Romand
- La promessa dell'alba (La promesse de l'aube) – Catherine Bouchard

### Migliore musica
- 120 battiti al minuto (120 battements par minute) – Arnaud Rebotini
- Ci rivediamo lassù (Au revoir là-haut) – Christophe Julien
- Petit paysan - Un eroe singolare (Petit paysan) – Myd
- Raw - Una cruda verità (Grave) – Jim Williams
- Visages, villages - Matthieu Chedid

### Miglior sonoro
- Barbara – Olivier Mauvezin, Nicolas Moreau e Stéphane Thiébault
- 120 battiti al minuto (120 battements par minute) – Julien Sicart, Valérie de Loof e Jean-Pierre Laforce
- Ci rivediamo lassù (Au revoir là-haut) – Jean Minondo, Gurwal Coïc-Gallas, Cyril Holtz e Damien Lazzerini
- C'est la vie - Prendila come viene (Le Sens de la fête) – Pascal Armant, Sélim Azzazi e Jean-Paul Hurier
- Raw - Una cruda verità (Grave) – Mathieu Descamps, Séverin Favriau e Stéphane Thiébault

### Miglior film straniero
- Loveless, regia di Andrej Zvjagincev (Neljubov) • Russia, Germania, Belgio, Francia
- Dunkirk, regia di Christopher Nolan • Stati Uniti d'America, Regno Unito, Paesi Bassi, Francia
- Lo scambio di principesse (L'Échange des princesses), regia di Marc Dugain • Belgio, Francia
- La La Land, regia di Damien Chazelle • Stati Uniti d'America
- Un matrimonio (Noces), regia di Stephan Streker • Belgio, Lussemburgo, Pakistan, Francia
- Omicidio al Cairo (The Nile Hilton Incident), regia di Tarik Saleh • Svezia, Danimarca, Germania
- The Square, regia di Ruben Östlund • Svezia, Germania, Danimarca, Francia

### Migliore opera prima
- Petit paysan - Un eroe singolare (Petit paysan), regia di Hubert Charuel
- Montparnasse - Femminile singolare (Jeune Femme), regia di Léonor Serraille
- Monsieur et Madame Adelman, regia di Nicolas Bedos
- Patients, regia di Grand Corps Malade
- Raw - Una cruda verità (Grave), regia di Julia Ducournau

### Miglior documentario
- I Am Not Your Negro, regia di Raoul Peck
- 12 jours, regia di Raymond Depardon
- À voix haute: La Force de la parole, regia di Stéphane de Freitas
- Carré 35, regia di Éric Caravaca
- Visages, villages, regia di Agnès Varda e JR

### Miglior film d'animazione
- Le Grand Méchant Renard et autres contes..., regia di Benjamin Renner e Patrick Imbert
- Sahara, regia di Pierre Coré
- Zombillénium, regia di Arthur de Pins e Alexis Ducord

### Miglior cortometraggio
- Les Bigorneaux, regia di Alice Vial
- Le Bleu, blanc rouge de mes cheveux, regia di Josza Anjembe
- Debout Kinshasa !, regia di Sébastien Maître
- Marlon, regia di Jessica Palud
- Les Misérables, regia di Ladj Ly

### Miglior cortometraggio d'animazione
- Pépé le Morse, regia di Lucrèce Andreae
- Le Futur sera chauve, regia di Paul Cabon
- Le Jardin de minuit, regia di Benoît Chieux
- I Want Pluto To Be A Planet Again, regia di Marie Amachoukeli e Vladimir Mavounia-Kouka

### Premio César onorario
- Penélope Cruz